# Institut de recherches interdisciplinaires sur les sciences et la technologie
L' Institut de Recherches Interdisciplinaires sur les Sciences et la Technologie (IRIST) fut une Équipe Associée (EA3424) de l'Université de Strasbourg. L'institut fusionne en 2018 avec le « Laboratoire d’Histoire des Sciences et de Philosophie – Archives Henri Poincaré » (LHSP-AHP), une Unité Mixte de Recherche (UMR7117) localisée à Nancy. La nouvelle structure présente à Nancy et Strasbourg devient nommée Archives Henri-Poincaré - Philosophie et Recherches sur les Sciences et les Technologies (AHP-PReST). Elle se montre active dans les domaines de la formation et de la recherche en philosophie, épistémologie, histoire des sciences et des techniques. 

## Histoire
Fondé en 1973 par Guy Ourisson, chimiste et premier Président de l’Université Louis Pasteur (Strasbourg-I), le GERSULP « Groupe d’Etudes et de Recherches sur la Science de l’Université Louis-Pasteur » est localisé au 7 rue de l'Université, sur le Campus central de Strasbourg. La bibliothèque est créée l'année suivante en 1974. Plusieurs composantes, le GERSULP et le LESVS « Laboratoire d’Epistémologie des Sciences de la Vie et de la Santé » de l'Université Louis Pasteur, de même que l'ACERHP de l'Université Nancy 2 sont rassemblées en 1993. Gilbert Laustriat (président de l’Université Louis Pasteur de 1987 à 1992) crée ainsi L’IRFEST « Institut de Recherche sur les Fondements et les Enjeux des Sciences et des Techniques ».
En 2001, les « Archives - Centre d’Études Henri Poincaré » sont créées à Nancy par scission, l'IRFEST est alors nommé IRIST « Institut de recherches interdisciplinaires sur les sciences et la technologie ». L'institut prend le statut d'Équipe Associée (EA3424). L’IRIST intègre en 2005 l’EPM « Éthique et Pratique Médicale » dont les membres sont praticiens hospitaliers et dont les locaux se trouvent au bâtiment d’Anatomie, dans l’enceinte de l’Hôpital civil de Strasbourg. 
À la faveur de la fusion des trois universités et de la création de Université de Strasbourg en 2009, le GERSULP est renommé LASTUS « Laboratoire d’Analyse des Sciences et des Technologies de l’Université de Strasbourg ». Les membres du LESVS prennent la décision de s'associer au DVHS « Département d'Histoire des Sciences de la Vie et de la Santé » et se scindent de l'IRIST.
Les AHP-PReST résultent de la fusion en 2018 de l'IRIST et du LHSP-AHP nancéien.

## Activité scientifiques
L'ex-IRIST et maintenant AHP-PReST poursuit des enseignements et des recherches à l’intersection de l’analyse épistémologique et historique des textes scientifiques et des études sociales sur les sciences et les technologies. Des expériences pratiques, des études de terrain et des recherches-action sont menées. Les activités portent sur la clinique médicale, le fonctionnement des laboratoires scientifiques et les dispositifs de démocratie participative dans le champ des sciences et des technologies. La bibliothèque strasbourgeoise se montre riche d'un fonds de plus de 8000 ouvrages. Les doctorants sont formés dans le cadre de l'École doctorale Augustin Cournot.